# Biserica fortificată din Șona
Biserica evanghelică fortificată din Șona este un ansamblu de cult, administrativ și defensiv al sașilor luterani din satul Schönau (Șona), județul Alba. Biserica și incinta au fost inițial construite în secolul al XVI-lea.

## Istoric și trăsături
Comunitatea germană a avut o biserică mai veche, din secolul al XIII-lea, situată la o distanță de circa 2 km de biserica actuală. În topografia săsească locul respectiv a fost denumit „Zur Martinskirche” („La Biserica Sf. Martin”). Pe câmpul respectiv au fost identificate ruinele bisericii vechi.
Ansamblul bisericii fortificate de la Șona este constituit din biserica evanghelică și o incintă de formă pentagonală, amplasate în partea de vest a satului, pe o pantă afectată frecvent de alunecări de teren. Elementele originale la biserică și incintă sunt puține, deoarece ansamblul fortificat a suferit numeroase refaceri în secolele XVIII și XIX. Din bazilica veche, probabil gotică, se mai păstrează doar corul semicircular, datat din 1640. În rest biserica a fost refăcută în stil baroc în secolul al XVIII-lea. Tot din prima fază datează clădirea porții de est (din stânga porții actuale până la clopotniță), desfășurată pe două nivele: parter și etaj. Zidul de incintă este adaptat terenului, păstrându-și traseul vechi, dar fiind refăcut din cărămidă în perioada amintită. Înălțimea inițială a zidului a fost de 6 m, acum are doar 4 m, iar grosimea de 0,66 m. Incinta are 76 m lungime și 70 m lățime. În exterior, pe latura de sud, se păstrează urmele șanțului de apărare uscat, lat de cca 6 m și adânc de cca 1 m.
Datorită formei regulate a incintei, datarea acesteia este propusă de istoricul Gheorghe Anghel pentru prima jumătate a secolului al XVI-lea.

## Imagini

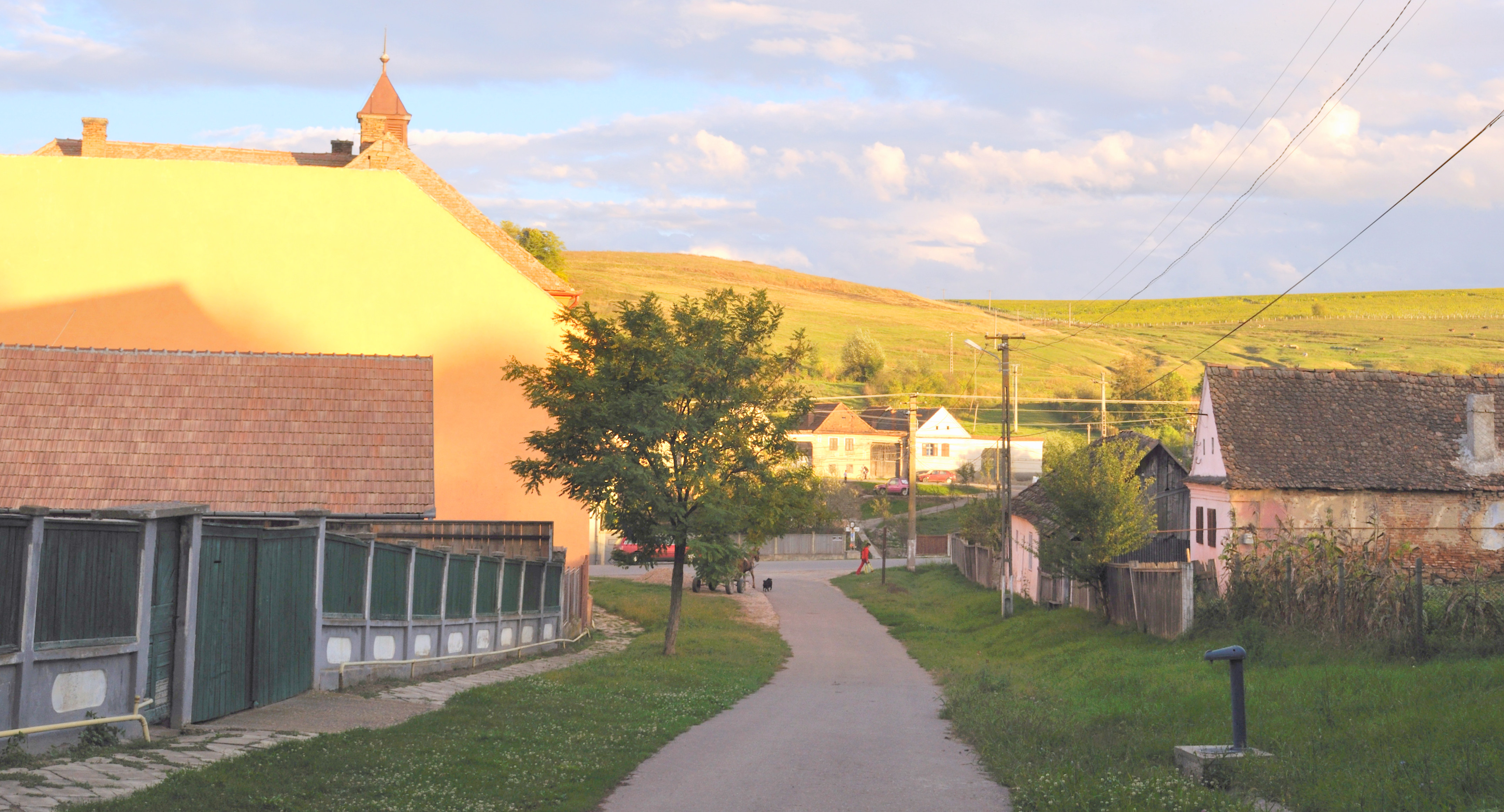
Satul Șona
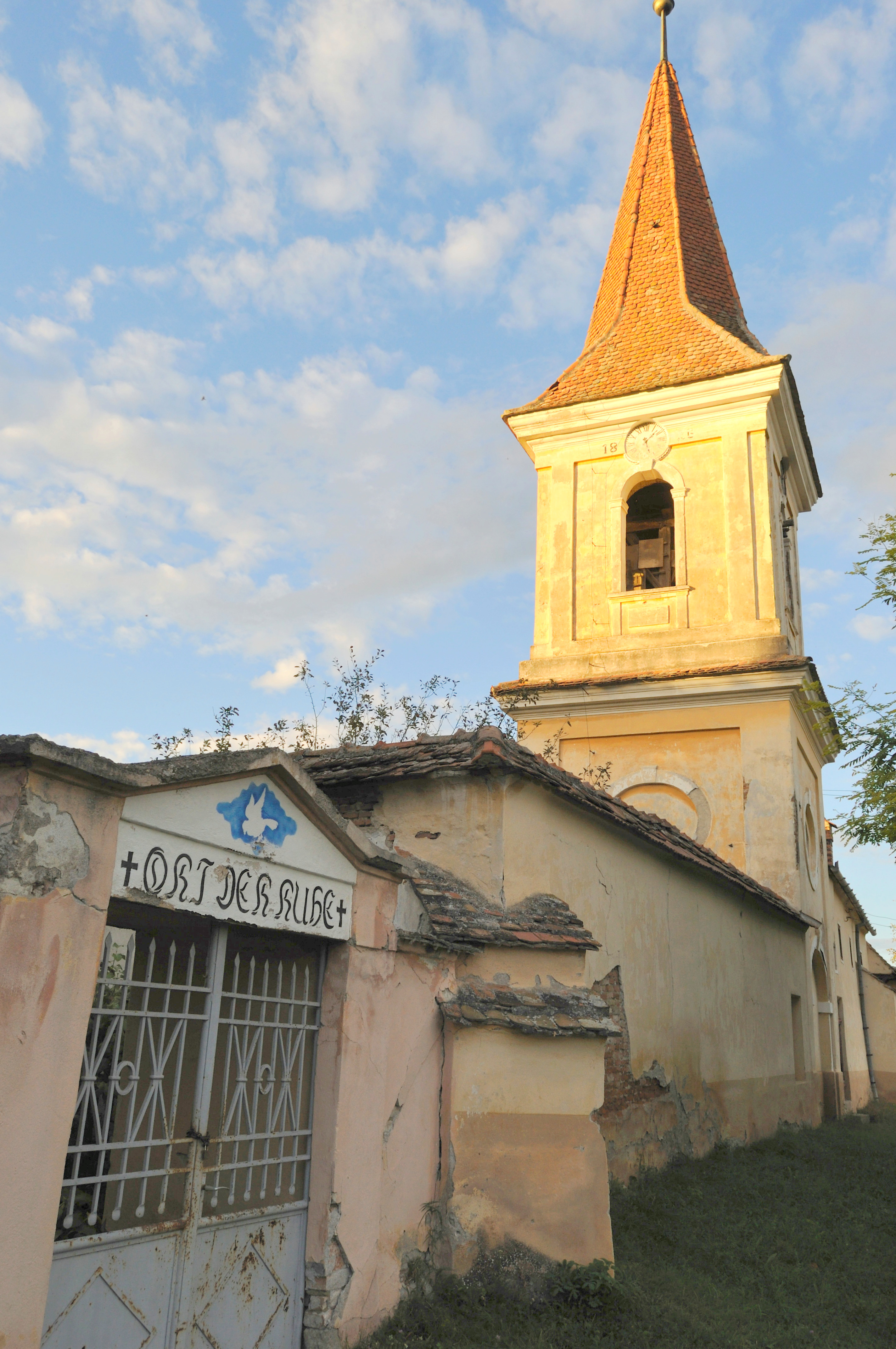
Intrarea în cimitir şi clopotniţa
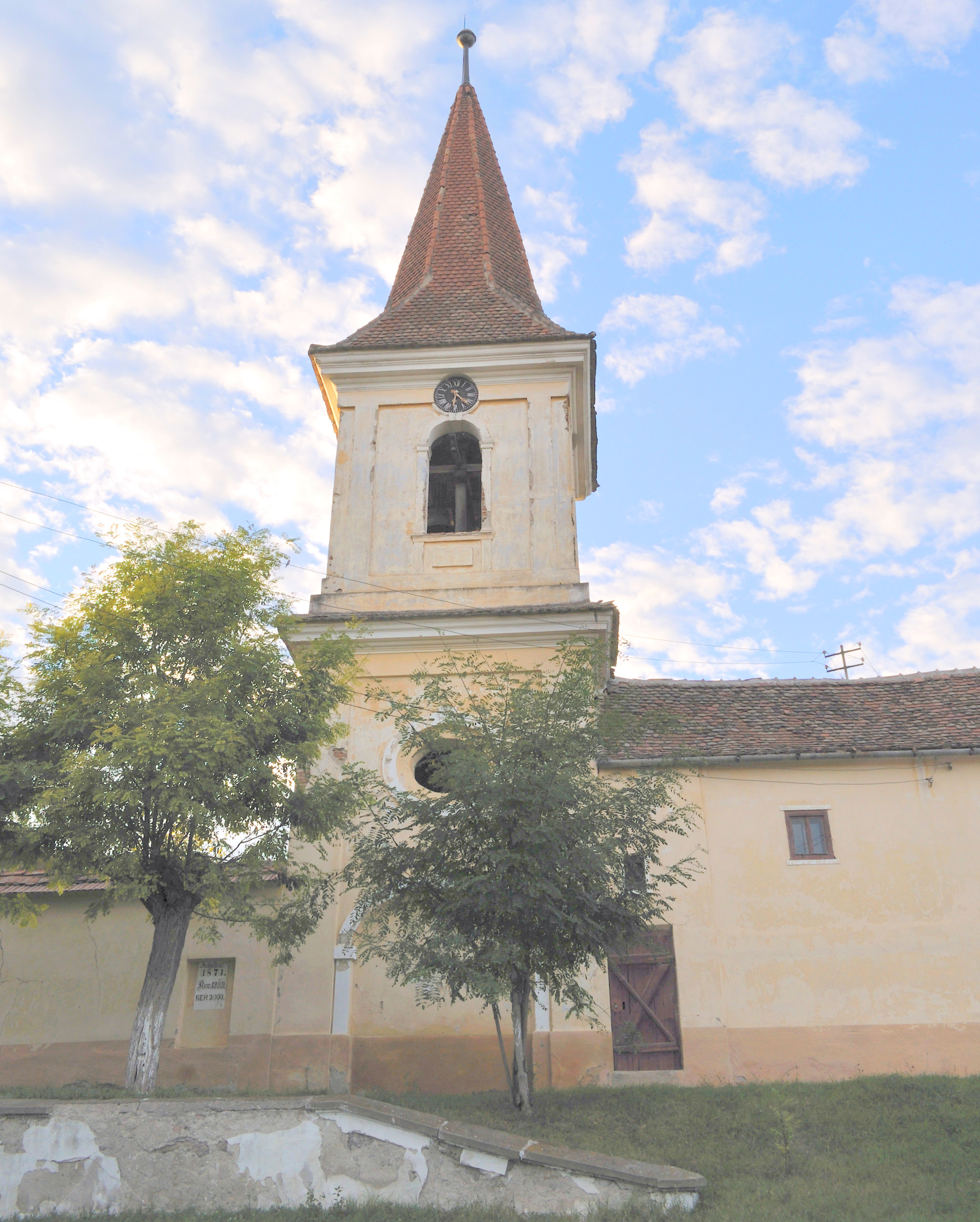
Clopotniţa
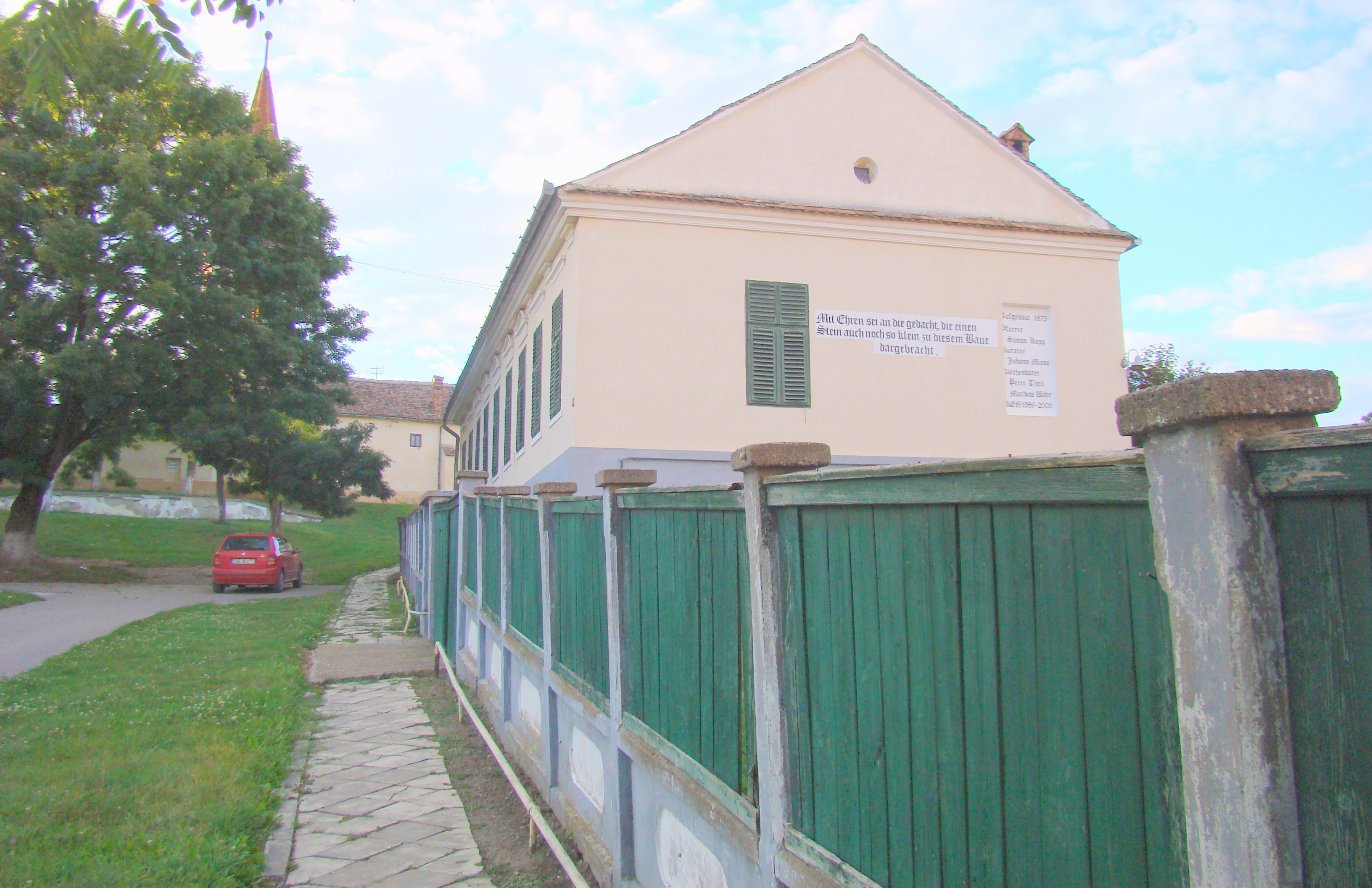
Casa parohială
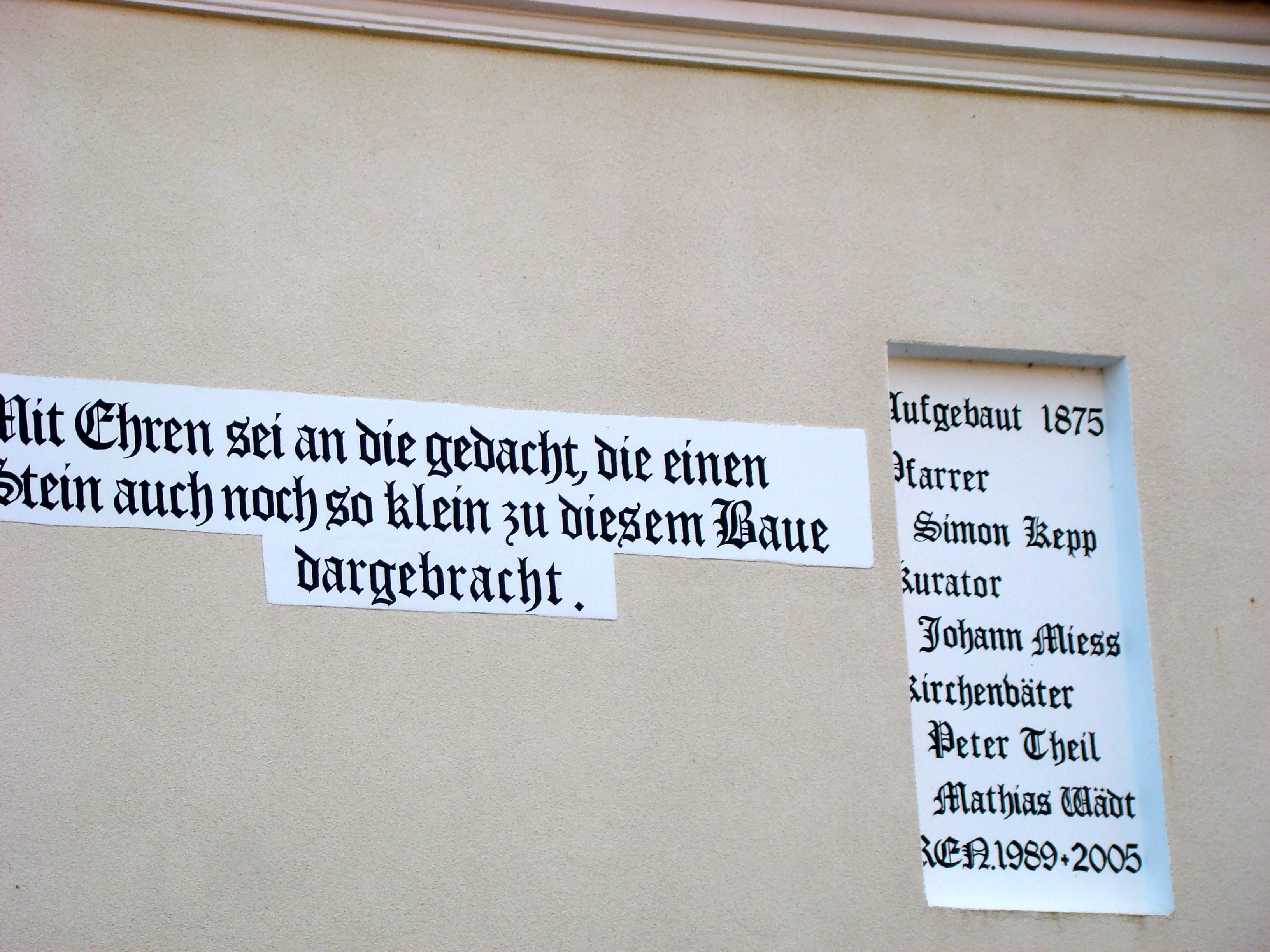
Casa parohială: inscripţie (anul şi numele celor care au construit-o şi renovat-o)
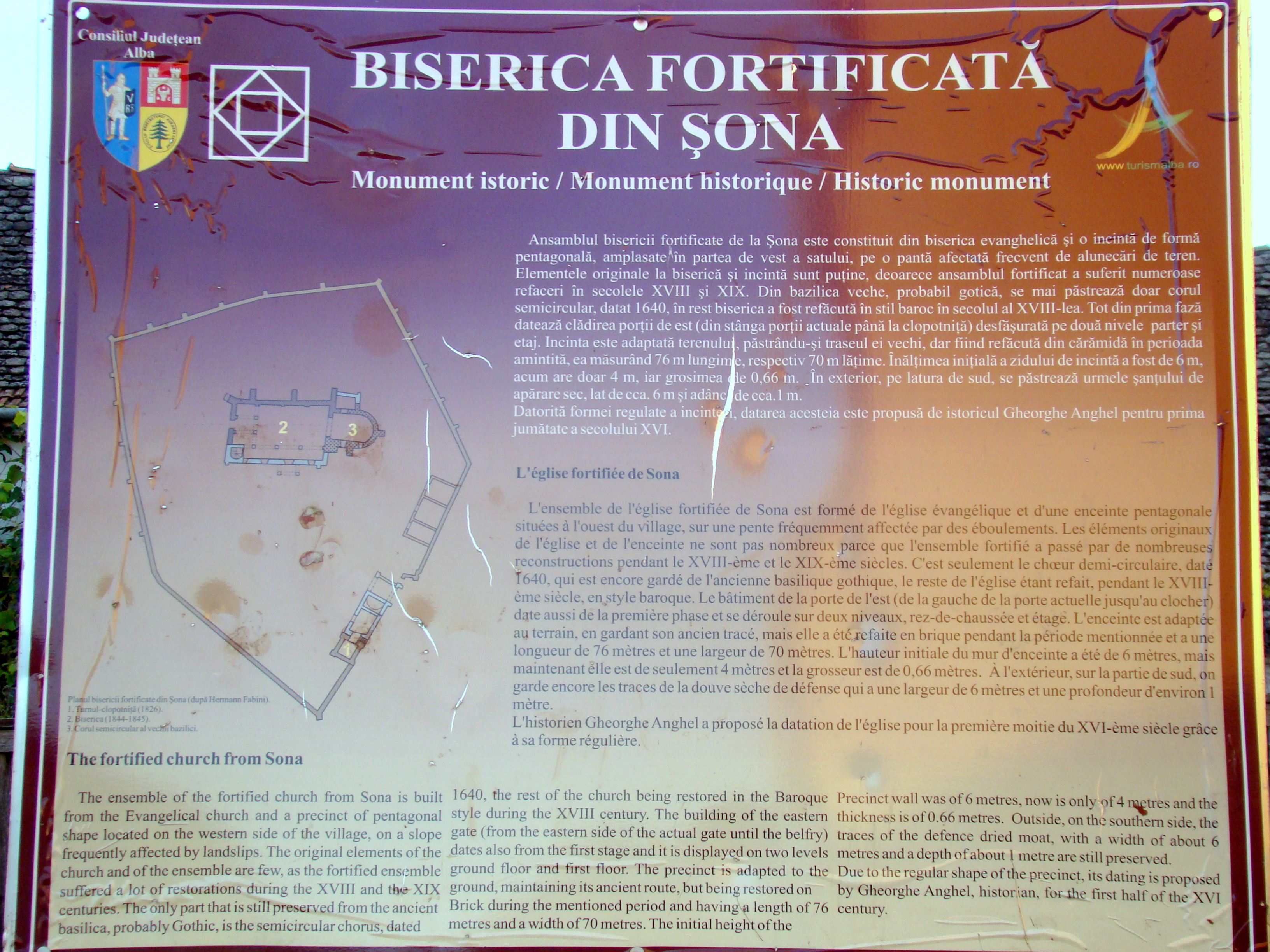
Placă cu detalii istorice
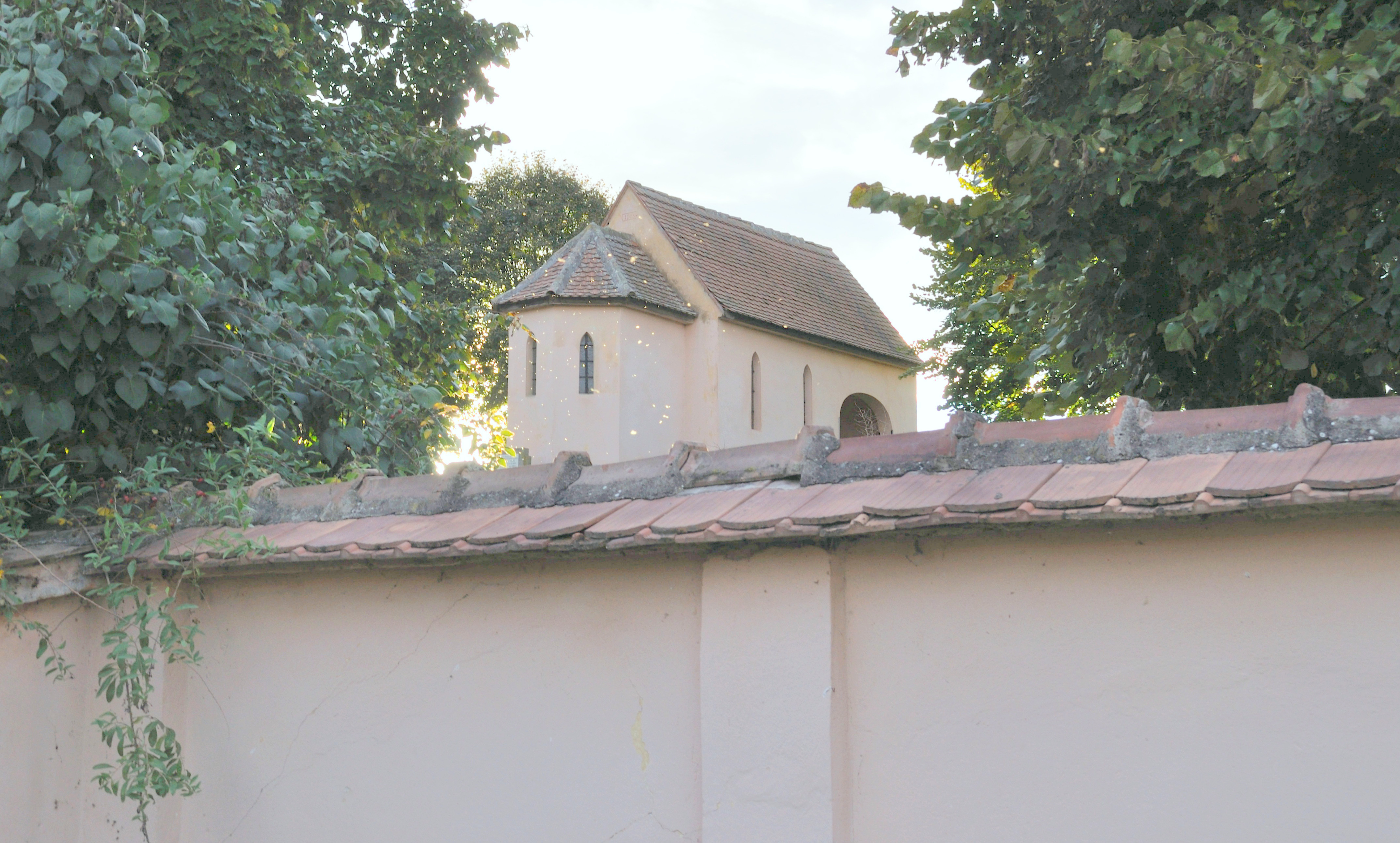
Biserica dinspre nord-est: corul